# 格林菲尔德 (纽约州)
格林菲尔德（英語：Greenfield）為美国纽约州薩拉托加縣的一座鎮。根據2010年美國人口普查，此城鎮人口有7,362人。
该镇位于薩拉托加泉西北。与其接壤。